# Dem (Portugal)
Dem es una freguesia portuguesa del concelho de Caminha, con 6,49 km² de superficie y 462 habitantes (2001). Su densidad de población es de 71,2 hab/km².